# Pobuda za sodelovanje v Jugovzhodni Evropi
Pobuda za sodelovanje v Jugovzhodni Evropi (angleško Southeast European Cooperative Initiative; kratica: SECI) je mednarodna organizacija držav jugovzhodne Evrope, ki skrbi »za identifikacijo interesov posameznih držav za sodelovanje v konkretnih razvojnih projektih in deloval kot katalizator pri ustvarjanju pogojev za uresničitev sprejetih projektov v sodelovanju z Evropsko ekonomsko komisijo, EU, Srednjeevropsko pobudo, Svetovno banko, Mednarodnim denarnim skladom, posameznimi zainteresiranimi državami in zasebnim sektorjem«.
Sedež pobude se nahaja v Palači parlamenti v Bukarešti (Romunija).

## Članice
- Države članice[3]:
  -  Albanija
  -  Bosna in Hercegovina
  -  Bolgarija
  -  Hrvaška
  -  Grčija
  -  Madžarska
  -  Makedonija
  -  Moldavija
  -  Črna gora
  -  Romunija
  -  Srbija
  -  Slovenija
  -  Turčija
- Evropske države opazovalke[4]:
  -  Avstrija
  -  Azerbajdžan
  -  Belgija
  -  Francija
  -  Gruzija
  -  Nemčija
  -  Italija
  -  Nizozemska
  -  Portugalska
  -  Španija
  -  Ukrajina
  -  Združeno kraljestvo
- Neevropske države opazovalke[4]:
  -  Kanada
  -  Japonska
  -  ZDA
- Mednarodne organizacije opazovalke[5]:
  - International Organization for Migration (IOM)
  - European Institute for Law Enforcement Cooperation (EULEC)
  - International Center for Migration Policy Development (ICMPD)
  - United Nations Mission to Kosovo (UNMIK)